# Neobeguea
Neobeguea es  un género botánico de árboles con 3 especies descritas y aún no aceptadas, pertenecientes a la familia Meliaceae. 

## Taxonomía
El género fue descrito por J.-F.Leroy y publicado en Prodromus Florae Peninsulae Indiae Orientalis 116. 1834.

## Algunas especies aceptadas
A continuación se brinda un listado de las especies del género Neobeguea aceptadas hasta enero de 2013, ordenadas alfabéticamente. Para cada una se indica el nombre binomial seguido del autor, abreviado según las convenciones y usos.
- Neobeguea ankaranensis J.-F.Leroy
- Neobeguea leandriana J.-F.Leroy
- Neobeguea mahafaliensis J.-F.Leroy